# American Sign Language
Die American Sign Language (häufig mit ASL abgekürzt) ist die dominierende Gebärdensprache in den USA und Kanada. Dialekte und verwandte Gebärdensprachen werden auf den karibischen Inseln und in Guatemala, in Südostasien auf den Philippinen und in Singapur und Hongkong sowie in Nigeria, Ghana und anderen Ländern in Afrika gebärdet.

## Geschichte
Den Namen American Sign Language (ASL) kürte 1960 der US-amerikanische Linguist William Stokoe von der Gallaudet University, als er die manuelle Sprache der gehörlosen Studenten analysierte. Als erster Linguist stellte er fest, dass diese Sprache entgegen der herrschenden Meinung der Pädagogen alle Eigenschaften einer Sprache besitzt. Er legte dar, dass die Sprache auch aus einer finiten Zahl von Elementen, vergleichbar mit den Phonemen der Lautsprachen aufgebaut und auf Wort- und Satzebenen strukturiert ist.
Wie bei jeder Gebärdensprache unterscheidet sich ASL in Grammatik der Wort- und Satzbildung und in Semantik vom umgebenden Englisch. ASL hat den Ursprung bei der alten Französischen Gebärdensprache (LSF) und der Gebärdensprache der Einwohner der Insel Martha’s Vineyard und teilweise bei den Zeichensprachen der nordamerikanischen Indianer. Die Sprache entstand erst in der ersten Amerikanischen Schule für gehörlose Kinder in Hartford, Connecticut (American School for the Deaf), die 1817 durch Thomas Hopkins Gallaudet und den gehörlosen Franzosen Laurent Clerc gegründet wurde.
ASL gewinnt immer mehr an Bedeutung in internationalen akademischen Begegnungen, da vermehrt gehörlose Akademiker aus Ländern mit verschiedenen Gebärdensprachen in den USA studieren und sie in diesen Begegnungen verwenden. Die ASL gilt jedoch vor allem in Europa nicht als Lingua Franca.
Das Vokabularium von ASL wird auch Schimpansen, Bonobos und Gorillas beigebracht. Einige erwarben so einen Wortschatz von über 1000 Wörtern.

## Sprachgeschichte
Vor dem Aufkommen der American Sign Language wurden von hörgeschädigten Menschen in den USA verschiedene andere Gebärdensprachen benutzt. Sehr oft erstellten Eltern und gehörlose Kinder zuhause eine eigene Gebärdensprache, um miteinander zu kommunizieren, die dann auch in deren Umfeld verwendet wurde. Zwei historische Gebärdensprachen haben vor ASL in Nordamerika existiert: Plains Indian Sign Language (gesprochen bei den Ureinwohnern Nordamerikas) und Martha’s Vineyard Sign Language, aber beide sind heute erloschen.

## Gebärdenschrift

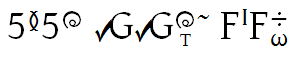
ASL in Stokoe Notation

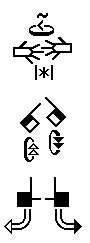
Beispiel: „American Sign Language“ in SignWriting

Beispiel: „ASL“ im US-amerikanischen ASL-Fingeralphabet und in der ASL-Gebärdenschrift si5s

Es gibt zahlreiche Formen der Gebärdenschrift für ASL. Als die beiden Basissysteme kann man (Sutton) SignWriting und Stokoe Notation von William Stokoe ansehen.
SignWriting besteht komplett aus festgelegten Symbolen. Die Stokoe Notation besteht dagegen aus einem festgelegten System lateinischer Buchstaben und Symbolen des Internationalen Phonetischen Alphabets. SignFont ähnelt in Grundzügen dem SignWriting. Seine Symbole wurden von dem Linguisten Don Newkirk anhand der Handformen entwickelt und werden hintereinander weg von links nach rechts geschrieben.
Aus SignWriting sind die weiterentwickelten Schriftsysteme si5s und ASLwrite hervorgegangen. ASL-phabet wurde dagegen aus der Stokoe Notation und dem SignFont modifiziert.
ASL Orthography ähnelt stark der Stokoe Notation und könnte als dessen komplette digitale Weiterentwicklung verstanden werden. SLIPA (Sign Language IPA) könnte dagegen wegen der Verwendung des International Phonetischen Alphabets für Wörter oder Wortgruppen als Teilweiterentwicklung verstanden werden.
ASL Sign Jotting (ASLSJ) wird dagegen häufig zum Notieren von neuen Gebärden verwendet. Es ist sehr gut mit einer QWERTY-Tastatur schreibbar, da nur diese Zeichen genutzt werden.
SignScript ist dagegen eine Gebärdenschrift, die von einem Gehörlosen entwickelt wurde. Sie erinnert stark an Sutton SignWriting.
SignLettering wurde durch den Deutschen Hartmut Teuber in den USA für die ASL entwickelt.
Die Glossentranskription (Gloss oder Glossing ASL) wird natürlich auch hier vorrangig von Linguisten genutzt.
Das HamNoSys spielt hier nicht so eine große Rolle.
In all diesen Gebärdenschriften ist das Ziel, die Gebärdenzeichen sowie deren Bewegung und Ausführungsort darzustellen. Eine einheitliche Gebärdenschrift hat sich (noch) nicht durchgesetzt. Es wurden aber die vielfältigen Möglichkeiten geschaffen, Gebärden nachvollziehbar zu notieren.